# Claudia Kohde-Kilsch
Claudia Kohde-Kilsch (* 11. Dezember 1963 als Claudia Kohde in Saarbrücken) ist eine deutsche Politikerin und ehemalige Tennisspielerin. Sie gehört seit 2014 dem Stadtrat von Saarbrücken an. Bis 2019 war sie Mitglied der Partei Die Linke, seither sitzt sie in der SPD-Fraktion.

## Sportkarriere
Claudia Kohde-Kilsch erreichte im September 1985 mit Rang vier ihre höchste Platzierung in der Weltrangliste und war damit eine der erfolgreichsten deutschen Tennisspielerinnen. In der Doppelweltrangliste belegte sie mit Helena Suková am 17. August 1987 sogar Platz drei und zählte somit zur absoluten Weltspitze. Sie gewann 1988 bei den Olympischen Spielen in Seoul zusammen mit Steffi Graf die Bronzemedaille. Außerdem erkämpfte sie 1987 für Deutschland den ersten Sieg beim Fed Cup, im Doppel wiederum an der Seite von Steffi Graf.
Sie gewann mit Helena Suková zwischen 1983 und 1987 19 Doppeltitel, darunter jeweils einen in Wimbledon und bei den US Open. Einzeltitel sicherte sie sich bei den Grand-Prix-Turnieren 1988 in Birmingham und 1990 in Kitzbühel. Nach mehreren Verletzungen zog sie sich Mitte der 1990er Jahre allmählich von der Tour zurück und konzentrierte sich auf die Bundesliga, in der sie mit ihrem Verein Blau-Weiß Saarlouis mehrmals Deutsche Mannschaftsmeisterin wurde.

## Privatleben
Nach ihrer Tenniskarriere absolvierte Kohde-Kilsch einen Journalismus-Lehrgang an der Deutschen Fachjournalistenschule in Berlin. Sie engagierte sich als Botschafterin für die Fußball-Weltmeisterschaft 2006 der Menschen mit Behinderung in Deutschland und steuerte auch den Text zu der offiziellen, von Amy Elaine gesungenen WM-Hymne There Is a Dream (Wir haben einen Traum) bei.
Sie bezichtigte ihren Stiefvater und damaligen Manager Jürgen Kilsch, große Teile ihres Vermögens veruntreut zu haben. Der Prozess, den sie ab 1999 über mehrere Instanzen gegen Kilsch führte, wurde 2004 mit dessen Tod eingestellt. Kohde-Kilsch musste 2011 Regelinsolvenz anmelden. Das Verfahren wurde im März 2012 aufgehoben.
Kohde-Kilsch heiratete 2000 den 2018 verstorbenen Schlagersänger Chris Bennett, mit dem sie einen gemeinsamen Sohn hat und von dem sie 2010 geschieden wurde. Seit 2011 lebt sie erneut in einer festen Beziehung.

## Politik
Bei der Bundespräsidentenwahl 2012 entsandte die Partei Die Linke Kohde-Kilsch als Vertreterin in die Bundesversammlung. Sie trat vor der Wahl zum saarländischen Landtag am 25. März 2012 als Wahlkämpferin für Oskar Lafontaine und Die Linke auf (die Partei erzielte 16,1 Prozent). Mit Wirkung zum 1. Mai 2012 berief die Landtagsfraktion sie dann zur Pressesprecherin.
Bei der Bundestagswahl 2013 trat sie als Direktkandidatin für Die Linke im Bundestagswahlkreis Saarbrücken an und erreichte 10,9 % der Erststimmen. Im Mai 2014 wurde sie für die bis 2019 dauernde Periode in den Stadtrat von Saarbrücken gewählt. 2019 wurde sie für die Partei Die Linke wiedergewählt, erklärte jedoch Anfang August 2019 ihren Austritt aus der Fraktion ihrer Partei. Wenige Wochen später schloss sie sich der SPD-Fraktion an.

## Turniersiege

### Einzel
| Nr. | Datum              | Turnier     | Kategorie  | Belag           | Finalgegnerin    | Ergebnis      |
| --- | ------------------ | ----------- | ---------- | --------------- | ---------------- | ------------- |
| 1.  | 19. Juli 1981      | Kitzbühel   | WTA        | Sand            | Sylvia Hanika    | 7:5, 7:6      |
| 2.  | 21. März 1982      | Austin      | WTA        | Teppich (Halle) | Helena Suková    | 7:6, 0:6, 6:3 |
| 3.  | 20. Mai 1984       | Berlin      | WTA        | Sand            | Kathleen Horvath | 7:6, 6:1      |
| 4.  | 4. August 1985     | Los Angeles | WTA        | Hartplatz       | Pam Shriver      | 6:2, 6:4      |
| 5.  | 12. Juni 1988      | Birmingham  | WTA Tier V | Rasen           | Pam Shriver      | 6:2, 6:1      |
| 6.  | 16. September 1990 | Kitzbühel   | WTA Tier V | Sand            | Rachel McQuillan | 7:6, 6:4      |

### Doppel
| Nr. | Datum              | Turnier            | Kategorie   | Belag             | Partnerin        | Finalgegnerinnen                       | Ergebnis      |
| --- | ------------------ | ------------------ | ----------- | ----------------- | ---------------- | -------------------------------------- | ------------- |
| 1.  | 27. Juli 1980      | Kitzbühel          | WTA         | Sand              | Eva Pfaff        | Hana Mandlíková Renáta Tomanová        | kampflos      |
| 2.  | 19. Juli 1981      | Kitzbühel          | WTA         | Sand              | Eva Pfaff        | Elizabeth Little Yvonne Vermaak        | 6:4, 6:3      |
| 3.  | 27. Februar 1983   | Oakland            | WTA         | Teppich (Halle)   | Eva Pfaff        | Rosemary Casals Wendy Turnbull         | 6:4, 4.6, 6:4 |
| 4.  | 10. Juli 1983      | Hamburg            | WTA         | Sand              | Bettina Bunge    | Ivanna Madruga-Osses Catherine Tanvier | 7:5, 6:4      |
| 5.  | 15. April 1984     | Hilton Head        | WTA         | Sand              | Hana Mandlíková  | Anne Hobbs Sharon Walsh                | 7:5, 6:2      |
| 6.  | 29. April 1984     | Orlando            | WTA         | Sand              | Hana Mandlíková  | Anne Hobbs Wendy Turnbull              | 6:0, 1:6, 6:3 |
| 7.  | 21. Oktober 1984   | Filderstadt        | WTA         | Hartplatz (Halle) | Helena Suková    | Bettina Bunge Eva Pfaff                | 6:2, 4:6, 6:3 |
| 8.  | 25. November 1984  | Sydney             | WTA         | Rasen             | Helena Suková    | Wendy Turnbull Sharon Walsh            | 6:2, 7:6      |
| 9.  | 16. Dezember 1984  | Tokio              | WTA         | Teppich (Halle)   | Helena Suková    | Elizabeth Smylie Catherine Tanvier     | 6:4, 6:1      |
| 10. | 19. Mai 1985       | Berlin             | WTA         | Sand              | Helena Suková    | Steffi Graf Catherine Tanvier          | 6:4, 6:1      |
| 11. | 4. August 1985     | Los Angeles        | WTA         | Hartplatz         | Helena Suková    | Hana Mandlíková Wendy Turnbull         | 6:4, 6:2      |
| 12. | 8. September 1985  | US Open            | Grand Slam  | Hartplatz         | Helena Suková    | Martina Navratilova Pam Shriver        | 6:7, 6:2, 6:3 |
| 13. | 15. Dezember 1985  | Tokio              | WTA         | Teppich (Halle)   | Helena Suková    | Marcella Mesker Elizabeth Smylie       | 6:0, 6:4      |
| 14. | 16. März 1986      | Dallas             | WTA         | Teppich (Halle)   | Helena Suková    | Hana Mandlíková Wendy Turnbull         | 4:6, 7:5, 6:4 |
| 15. | 20. April 1986     | Amelia Island      | WTA         | Sand              | Helena Suková    | Gabriela Sabatini Catherine Tanvier    | 6:2, 5:7, 7:6 |
| 16. | 16. November 1986  | Chicago            | WTA         | Teppich (Halle)   | Helena Suková    | Steffi Graf Gabriela Sabatini          | 6:7, 7:6, 6:3 |
| 17. | 1. Februar 1987    | Tokio              | WTA         | Teppich (Halle)   | Helena Suková    | Elise Burgin Pam Shriver               | 6:1, 7:65     |
| 18. | 17. Mai 1987       | Berlin             | WTA         | Sand              | Helena Suková    | Catarina Lindqvist Tine Scheuer-Larsen | 6:1, 6:2      |
| 19. | 5. Juli 1987       | Wimbledon          | Grand Slam  | Rasen             | Helena Suková    | Betsy Nagelsen Elizabeth Smylie        | 7:5, 7:5      |
| 20. | 27. September 1987 | Hamburg            | WTA         | Sand              | Jana Novotná     | Natalja Jegorowa Leila Mes’chi         | 7:6, 7:6      |
| 21. | 15. November 1987  | Chicago            | WTA         | Teppich (Halle)   | Helena Suková    | Zina Garrison Lori McNeil              | 6:4, 6:3      |
| 22. | 4. Dezember 1988   | Adelaide           | WTA Tier V  | Hartplatz         | Sylvia Hanika    | Lori McNeil Jana Novotná               | 7:5, 6:7, 6:4 |
| 23. | 10. Februar 1991   | Oslo               | WTA Tier V  | Teppich (Halle)   | Silke Meier      | Sabine Appelmans Raffaella Reggi       | 3:6, 6:2, 6:4 |
| 24. | 7. April 1991      | Hilton Head Island | WTA Tier I  | Sand              | Natallja Swerawa | Mary-Lou Daniels Lise Gregory          | 6:4, 6:0      |
| 25. | 1. März 1992       | Indian Wells       | WTA Tier II | Hartplatz         | Stephanie Rehe   | Jill Hetherington Kathy Rinaldi        | 6:3, 6:3      |

## Trivia
Im Jahr 2020 nahm Kohde-Kilsch an der Sat.1-Sendung Promi Big Brother teil und schied nach vier Tagen als erste aus.